# Leon Schweiger
Leon Schweiger (* 30. Dezember 2002 in Lübbecke) ist ein estnisch-deutscher Floorballspieler. Er spielt als Stürmer bei den Berlin Rockets und gehört seit 2024 zur estnischen Nationalmannschaft. Zuvor war er für die deutsche U19-Nationalmannschaft aktiv.

## Karriere

### Vereinskarriere
Leon Schweiger begann seine Karriere beim TuSpo 09 Rahden e. V. und spielte später beim TV Eiche Horn Bremen e. V. In der Jugend war er auch für die U18-Mannschaft des Schweizer Rekordmeisters SV Wiler-Ersigen aktiv. Bereits im Juniorenalter fiel er durch seine Torquote auf.
In der Saison 2022/23 wechselte er zu den Berlin Rockets, wo er in der 1. Floorball-Bundesliga aktiv ist.

### Nationalmannschaft
Im Jahr 2019 wurde Schweiger mit der deutschen U19-Nationalmannschaft B-Weltmeister bei der U19-WM in Halifax (Kanada). Er erzielte im Turnierverlauf sieben Tore und vier Assists.
Ab 2024 lief er für die estnische Nationalmannschaft auf und nahm an der Herren-Weltmeisterschaft in Malmö teil.

## Erfolge
- B-Weltmeister mit der deutschen U19-Nationalmannschaft: U19-Floorball-Weltmeisterschaft 2019
- Teilnahme an der Floorball-Weltmeisterschaft 2024 mit Estland[4]